# Provetá

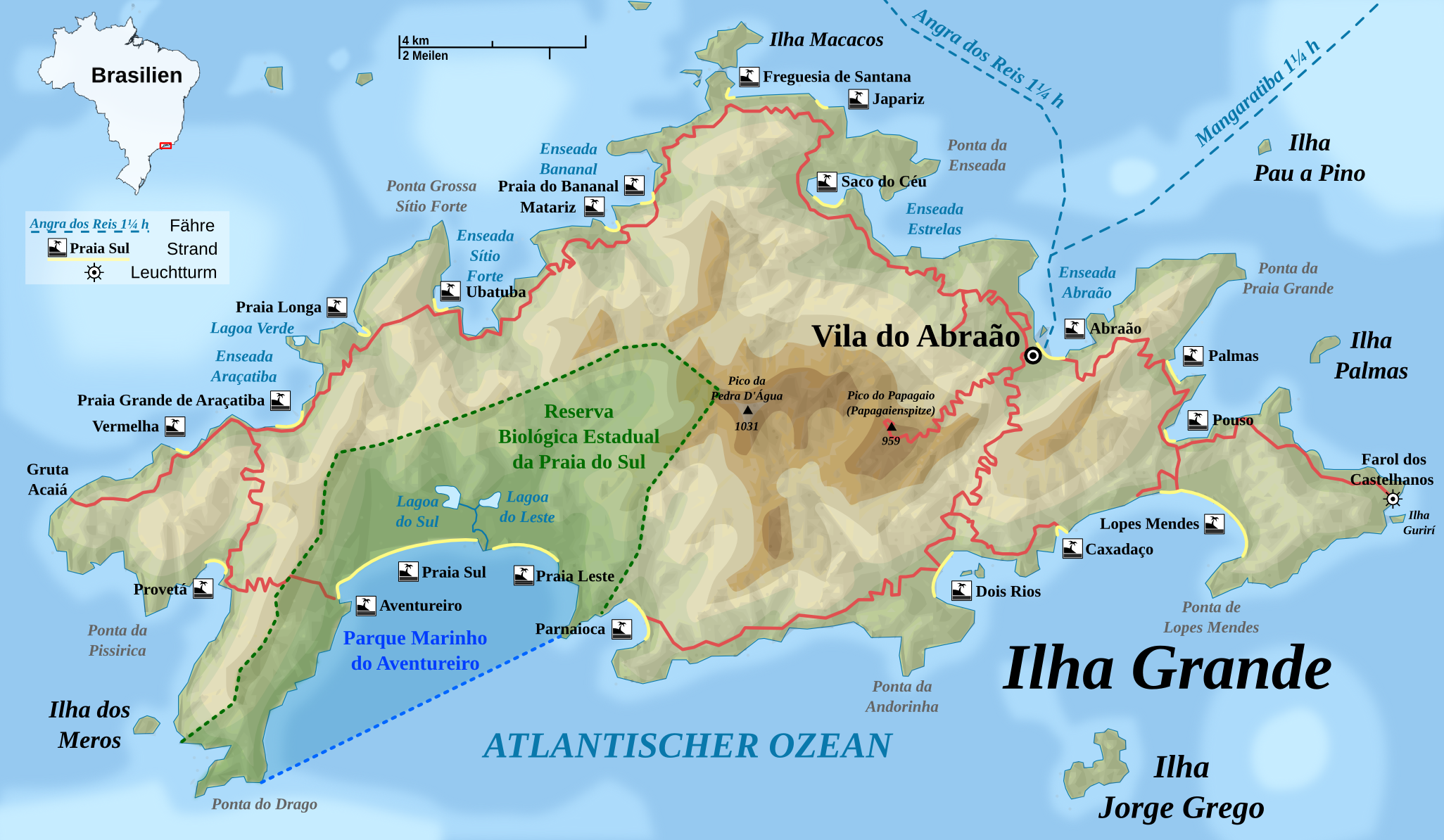

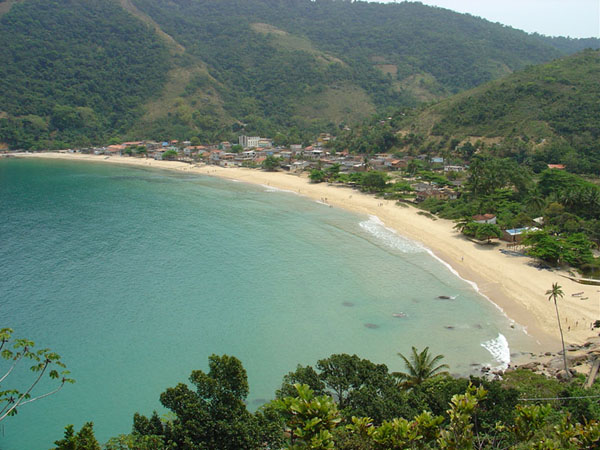
Provetá

Provetá ist eine Siedlung im Südwesten der brasilianischen Insel Ilha Grande im Bundesstaat Rio de Janeiro. Der Ort hat ca. 3.000 Einwohner, die vor allem von der Fischerei und vom Tourismus leben. Neben Vila do Abraão, das im Nordosten der Insel liegt, ist Provetá damit der zweite größere Ort auf der Ilha Grande. Ein Großteil der Bürger von Provetá ist Mitglied der Pfingstbewegung Assembléia de Deus, die seit den 1970er Jahren in der Region tätig ist.